# 圣安德烈堂 (波城)

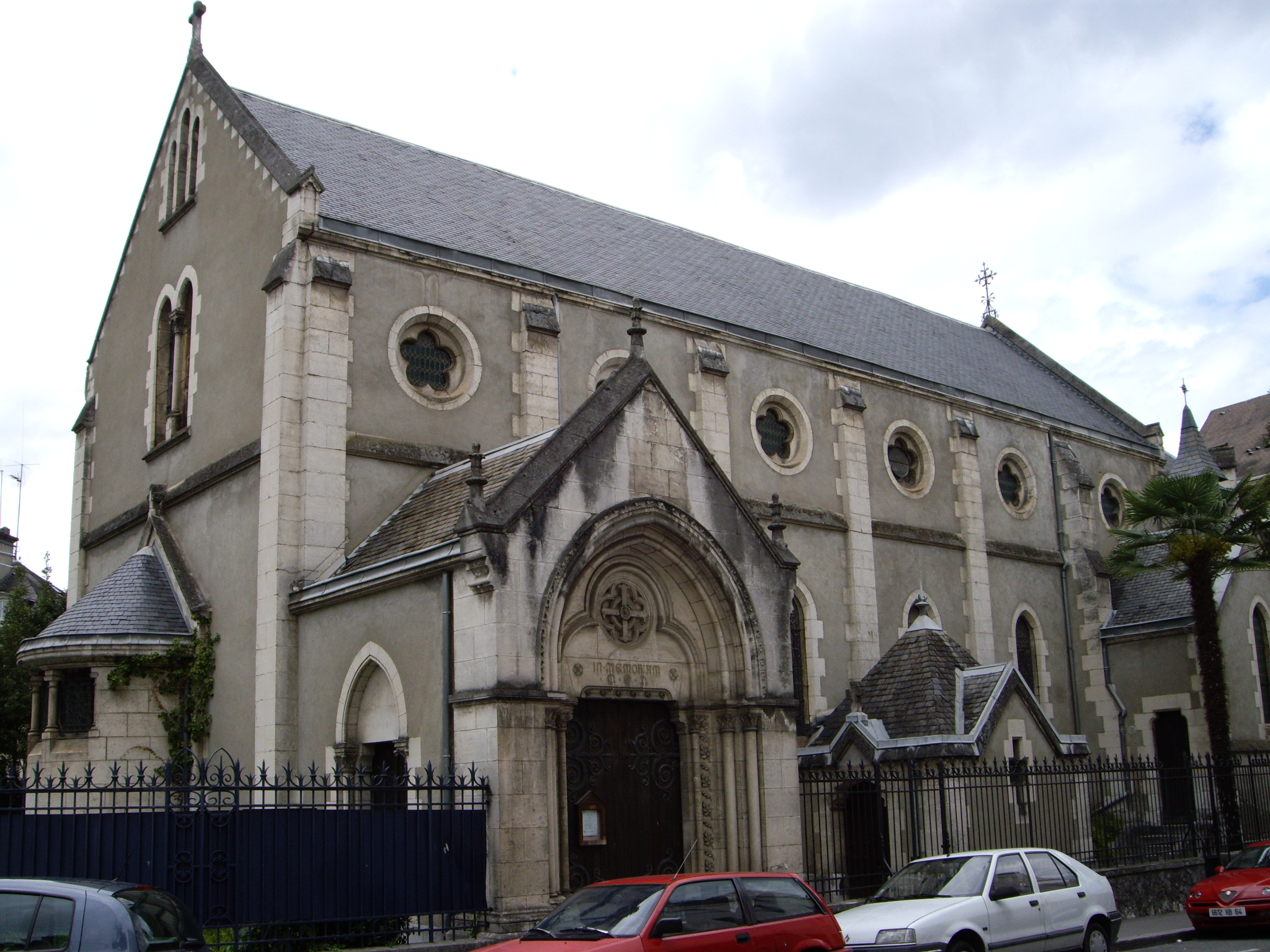

圣安德烈堂（法語：Église anglicane Saint-Andrew）是一座圣公宗教堂，位于法国新阿基坦大区大西洋比利牛斯省波城奥奎因街（rue O'Quin）8号，属于圣公会欧洲教区。
1879年，波城英国社区有2516人，美国人1914人。雷金纳德·阿克兰·特洛伊牧师（Reginald Acland-Troyte）主持建造这座新哥特建筑。1880年奠基，1888年竣工。1893年，建造钟楼和立面。
教堂以其丰富的装饰而引人注目，来自信徒的捐赠：包括主教座位和大吊灯（1889－1890年）、唱诗班席和中殿之间的椅子和格栅（1893年），以及洛宾和朱尔斯·皮埃尔·莫梅让制作的花窗玻璃（1889年至1892年）。20世纪初，又增加了圣墓小堂（1902年）、新哥特式门廊（1903年）、洗礼小堂（1906年）。1919年，又新建第一次世界大战的祭坛和纪念小堂。
2015年5月21日，这座教堂的立面和屋顶，连同门廊和楼梯，都被列为法国历史遗迹。